# Tanacetipathes tanacetum
Tanacetipathes tanacetum är en korallart som först beskrevs av Pourtalès 1880.  Tanacetipathes tanacetum ingår i släktet Tanacetipathes och familjen Myriopathidae. Inga underarter finns listade i Catalogue of Life.